# Награда Царица Теодора
Царица Теодора је награда која се додељује глумици за најбољу женску улогу у филму на Фестивалу глумачких остварења Филмски сусрети у Нишу. Установљена је 1967. године.
Добитницу бира трочлани жири, а награда се састоји од статуе Царице Теодоре и новчаног износа. Једина петорострука добитница ове награде је Мирјана Јоковић.

## Добитнице
| Година | Добитница              | Улога             | Филм                                        | Изв.   |
| ------ | ---------------------- | ----------------- | ------------------------------------------- | ------ |
| 1967.  | Ева Рас                | Изабела           | Љубавни случај или трагедија службенице ПТТ |        |
| 1968.  | Миа Оремовић           | Прва мама         | Имам двије маме и два тате                  |        |
| 1969.  | Милена Дравић          | Јована            | Крос контри                                 |        |
| 1970.  | Јагода Калопер         | Вишња             | Лисице                                      |        |
| 1971.  | Мајда Потокар          | Зефа              | Црвено класје                               |        |
| 1972.  | Вера Чукић             | Бела Сека         | И Бог створи кафанску певачицу              |        |
| 1973.  | Милена Зупанчић        | Мета              | Јесење цвеће                                | [ 2 ]  |
| 1974.  | Мајда Грбац            | Аника             | Лет мртве птице                             |        |
| 1975.  | Божидарка Фрајт        | Маре              | Муке по Мати                                |        |
| 1976.  | Милена Зупанчић (2)    | Тончка Претнар    | Идеалист                                    | [ 2 ]  |
| 1977.  | Неда Арнерић           | Делфина           | Исправи се, Делфина                         |        |
| 1978.  | Божидарка Фрајт (2)    | Љубица            | Љубица                                      | [ 3 ]  |
| 1979.  | Мерима Исаковић        | Јована            | Јована Лукина                               |        |
| 1980.  | Душа Почкај            | Она               | Убиј ме нежно                               |        |
| 1981.  | Горица Поповић         | Јелена            | Доротеј                                     | [ 4 ]  |
| 1981.  | Горица Поповић         | Божица            | Пад Италије                                 | [ 4 ]  |
| 1982.  | Соња Савић             | Наташа            | Живети као сав нормалан свет                | [ 5 ]  |
| 1983.  | Радмила Живковић       | Зорица            | Још овај пут                                |        |
| 1984.  | Горица Поповић (2)     | Дуња              | У раљама живота                             | [ 4 ]  |
| 1985.  | Милена Зупанчић (3)    | Малка             | Наслеђе                                     | [ 2 ]  |
| 1986.  | Милена Зупанчић (4)    | Ленка Млакар      |                                             | [ 2 ]  |
| 1987.  | Аница Добра            | Олгица            | Већ виђено                                  | [ 6 ]  |
| 1988.  | Мирјана Јоковић        | Јана / Анита      | Пут на југ                                  |        |
| 1988.  | Мирјана Јоковић        | Дина              | Заборављени                                 |        |
| 1989.  | Снежана Богдановић     | Бадема            | Кудуз                                       |        |
| 1990.  | Мирјана Јоковић (2)    | Марта             | Време чуда                                  | [ 6 ]  |
| 1991.  | Мирјана Јоковић (3)    | Милица Кнежевић   | Мала                                        |        |
| 1992.  | Аница Добра (2)        | Луна              | Црни бомбардер                              |        |
| 1993.  | Катарина Жутић         | Лиза              | Византијско плаво                           | [ 7 ]  |
| 1994.  | Вера Чукић (2)         | Ана Николић       | Дневник увреда 1993                         |        |
| 1995.  | Мирјана Јоковић (4)    | Ана               | Вуковар, једна прича                        |        |
| 1996.  | Бранка Катић           | Јелена Панић      | Убиство с предумишљајем                     |        |
| 1997.  | Мирјана Јоковић (5)    | Соња              | Три летња дана                              |        |
| 1998.  | Дубравка Мијатовић     | Надица            | Три палме за две битанге и рибицу           | [ 8 ]  |
| 1999.  | Љиљана Благојевић      | Рабија Османовић  | Нож                                         | [ 9 ]  |
| 2000.  | Ана Софреновић         | Тијана            | Небеска удица                               | [ 10 ] |
| 2001.  | Љубинка Кларић         | Мира              | Нормални људи                               | [ 11 ] |
| 2002.  | Паулина Манов          | Сања              | Апсолутних сто                              | [ 12 ] |
| 2002.  | Паулина Манов          | Олга              | Бумеранг                                    | [ 12 ] |
| 2003.  | Милица Зарић           | Ирена             | Скоро сасвим обична прича                   | [ 13 ] |
| 2004.  | Калина Ковачевић       | Аница Гранфилд    | Јесен стиже, Дуњо моја                      | [ 14 ] |
| 2005.  | Александра Балмазовић  | Сузана            | Сиви камион црвене боје                     | [ 15 ] |
| 2006.  | Нада Шаргин            | Сале              | Сутра ујутру                                | [ 16 ] |
| 2007.  | Наташа Нинковић        | Марија            | Клопка                                      | [ 17 ] |
| 2008.  | Нада Шаргин (2)        | Деса              | Није крај                                   | [ 18 ] |
| 2008.  | Нада Шаргин (2)        | Млада             | Чарлстон за Огњенку                         | [ 18 ] |
| 2009.  | Милица Михајловић      | Теодора           | Чекај ме, ја сигурно нећу доћи              | [ 19 ] |
| 2010.  | Бранка Катић (2)       | Биљана            | Жена са сломљеним носем                     | [ 20 ] |
| 2011.  | Ивана Вуковић          | Марија            | Сестре                                      | [ 21 ] |
| 2012.  | Христина Поповић       | Бисерка           | Парада                                      | [ 22 ] |
| 2013.  | Нела Михаиловић        | Стана             | Лед                                         | [ 23 ] |
| 2014.  | Анита Манчић           | Хатиџа            | Топ је био врео                             | [ 24 ] |
| 2015.  | Јована Стојиљковић     | Маја              | Панама                                      |        |
| 2016.  | Јелена Ђокић           | Ема               | Смрдљива бајка                              | [ 25 ] |
| 2017.  | Тамара Алексић         | Ленка Дунђерски   |                                             | [ 26 ] |
| 2018.  | Марта Бјелица          | Теодора           | Изгредници                                  |        |
| 2019.  | Наташа Нинковић (2)    | Вида              | Ајвар                                       |        |
| 2020.  | Ивана Вуковић (2)      | Каћа              | Мој јутарњи смех                            |        |
| 2021.  | Тамара Драгичевић      | Силвана Арменулић | Тома                                        | [ 27 ] |
| 2022.  | Даница Ћурчић          | Вукица            | Мрак                                        | [ 28 ] |
| 2023.  | Јована Стојиљковић (2) | Вера Пешић        | Вера                                        | [ 29 ] |
| 2024.  | Паулина Манов (2)      | Милица Божовић    | Руски конзул                                | [ 30 ] |

## Вишеструко награђиване глумице
| Добитница          | Број награда | Године                        |
| ------------------ | ------------ | ----------------------------- |
| Мирјана Јоковић    | 5            | 1988, 1990, 1991, 1995, 1997. |
| Милена Зупанчић    | 4            | 1973, 1976, 1985, 1986.       |
| Вера Чукић         | 2            | 1972, 1994.                   |
| Божидарка Фрајт    | 2            | 1975, 1978.                   |
| Горица Поповић     | 2            | 1981, 1984.                   |
| Аница Добра        | 2            | 1987, 1992.                   |
| Бранка Катић       | 2            | 1996, 2010.                   |
| Паулина Манов      | 2            | 2002, 2024.                   |
| Нада Шаргин        | 2            | 2006, 2008.                   |
| Наташа Нинковић    | 2            | 2007, 2019.                   |
| Ивана Вуковић      | 2            | 2011, 2020.                   |
| Јована Стојиљковић | 2            | 2015, 2023.                   |